# Tribunal administratif de Strasbourg
Le Tribunal administratif de Strasbourg est le plus ancien tribunal administratif de France. Il juge environ 6000 affaires par an.

## Historique

### Tribunal administratif d'Alsace et de Lorraine (1919-1953)
Les tribunaux administratifs français ont été créés par un décret du 30 septembre 1953 portant réforme du contentieux administratif, remplaçant ainsi les anciens Conseils de préfecture. À Strasbourg, cependant, c’est dès le 26 novembre 1919 que fut fondé le tribunal administratif d’Alsace-Lorraine qui conserva son nom jusqu’en 1953, date à laquelle il devint tribunal administratif de Strasbourg.
En effet, les Conseils de préfecture faisaient, dès avant la Première Guerre mondiale, l’objet de vives critiques. En 1919, l’opportunité d’une véritable juridiction administrative fut saisie à Strasbourg, expérience destinée à se démarquer aussi bien du système existant en “France de l’intérieur” que de celui mis en place entre 1871 et 1919. C’est ainsi que le 26 novembre 1919, le Président de la République, Raymond Poincaré, et le Président du Conseil, Georges Clemenceau, contresignaient en application de la loi du 17 octobre 1919 et sur la proposition du Commissaire général de la République à Strasbourg, Alexandre Millerand, un décret relatif au régime transitoire de la juridiction administrative en Alsace - Lorraine.
Alors que les Conseils de préfecture occupaient des fonctionnaires du Ministère de l’Intérieur, un recrutement sur concours spécifique fut institué par décret du 27 août 1926 et organisé exclusivement pour les futurs magistrats du Tribunal administratif d’Alsace-Lorraine. En outre, la présidence du Tribunal administratif n’était pas assurée par le préfet mais par Henri Eschbach, notaire de son état, nommé en janvier 1920, qui restera président du tribunal jusqu’en 1953. Les autres membres, au nombre de cinq à l’origine, exerçaient de manière indépendante, leur fonction devenant notamment incompatible de tout autre emploi public ou privé.
Les compétences de ce tribunal, outre celles dévolues aux Conseils de préfecture, reprenaient celles de ses prédécesseurs de l’époque allemande, à savoir un conseil de district par département et un conseil impérial siégeant à Strasbourg faisant office de cour d’appel. La procédure locale en usage devant les conseils de district et le conseil impérial était maintenue en application de l’article 1er du décret du 26 novembre 1919. Toutefois, la procédure de droit général utilisée devant les conseils de préfecture trouvait application dans certaines matières (élections des conseillers d’arrondissement, conseillers municipaux, maires et adjoints; contraventions de grande voirie; litiges concernant les contributions directes afférents aux impôts introduits en Alsace-Moselle depuis la création du tribunal administratif).
Durant la Seconde Guerre mondiale, le Tribunal administratif d’Alsace et de Lorraine est transféré à Grenoble comme la plupart des autres administrations françaises installées à Strasbourg. L’ensemble des textes applicables à la date du 1er septembre 1939 est remis en vigueur par l’ordonnance du 15 septembre 1944 relative au rétablissement de la légalité républicaine dans les départements du Bas-Rhin, du Haut-Rhin et de la Moselle. Le Tribunal s’en retourne donc à Strasbourg.

### Tribunal administratif de Strasbourg (depuis 1953)
Le décret du 30 septembre 1953 portant réforme du contentieux administratif a fait du “Tribunal d’Alsace et de Lorraine” un juge de droit commun en premier ressort du contentieux administratif en lui donnant également le titre de tribunal administratif de Strasbourg. Il conserve néanmoins certaines particularités dont la plus notoire est certainement de trancher les litiges de droit local alsacien-mosellan demeuré en vigueur (droit local du culte, des professions…).

## Présidents
- 1981-1986 : Joseph Desmarescaux
- ?-1998 : Jean-Marie Woehrling[2]
- 1998-2001 : Jean-Michel Marchand[3]
- 2001-2008 : Jacques Rouvière[4]
- 2008-2011 : Patrick Kintz
- 2011-2014 : Francis Mallol[5]
- 2014-2019 : Danièle Mazzega
- 2019-2025 : Xavier Faessel
- depuis 1er mars 2025 : Nathalie Tiger-Winterhalter[6]

## Personnel
Le tribunal est composé de 35 magistrats, dont le président et huit vice-présidents.
Le greffe est composé d'un greffier en chef, de son adjoint, de huit greffiers de chambres ou de greffes autonomes qui sont assistés par des agents de greffe.
Le service d'aide à la décision est composé de cinq agents.

## Organisation
Le Tribunal administratif de Strasbourg est composé, pour le traitement du contentieux, de huit chambres, d'un greffe des référés, d'un greffe de l'éloignement, d'un greffe des expertises et d'un bureau des commissaires enquêteur.
Il est également composé d'un service informatique (R&D et maintenance), d'un service communication, d'un service documentation et d'un pôle d'aide à la décision.
Le contentieux est réparti dans les huit chambres.

### Chambre 1
- Fonction publique territoriale et hospitalière
- Urbanisme
- Droits des étrangers

### Chambre 2
- Agriculture et chasse
- Enseignement et recherche (dont fonction publique)
- Administrations pénitentiaires
- Marchés et contrats (67 et 68)
- Travaux publics
- Sports 
- Droits des réfugiés français (et leur descendance) de toute confession 
- Droit et taxes des étrangers

### Chambre 3
- Fiscalité 67 et 68 (bénéfice non commerciaux, bénéfice industriel et commercial, impôt sur les sociétés) Alsace
- TVA Bas-Rhin Haut-Rhin 
- Contentieux du recouvrement fiscal
- Fiscalité locale y compris taxe professionnelle
- Refus du concours de la force publique
- Droits des réfugiés français (et leur descendance) de toute confession
- Droit et taxes des étrangers

### Chambre 4
- Collectivités locales
- Droits civils et individuels
- Pensions
- Polices administratives
- Responsabilités (autres que chambre I – II - III- V)
- Nature et environnement
- Affichage et publicité
- Expropriation
- Droits des réfugiés français (et leur descendance) de toute confession 
- Droits et taxes des étrangers - Élections - Marchés et contrats (57)
- domaine et voirie -

### Chambre 5
- Fiscalité 57 (bénéfice non commerciaux, bénéfice industriel et commercial, impôt sur les sociétés) Moselle
- TVA Moselle 
- Contentieux du recouvrement fiscal
- Fiscalité locale y compris taxe professionnelle - responsabilité hospitalière - logement
- Droits des réfugiés français (et leur descendance) de toute confession
- Droits et taxes des étrangers

### Chambre 6
- Fonction publique d’État
- Santé (dont professions de santé)
- Sécurité sociale
- Travail
- Aide sociale
- Droits et aides aux personnes handicapées
- Droits des réfugiés français (et leur descendance) de toute confession
- Droits et taxes des étrangers

### Greffe des référés
Le greffe des référés suit l'instruction et de la mise en état des dossiers de référés.

### Greffe de l'éloignement
Le greffe de l'éloignement suit l'instruction et la mise en état des dossiers relatifs au contentieux des obligations de quitter le territoire français accompagné d'une mesure de privation de liberté.

### Greffe des expertises
Le greffe des expertises s'occupe, sous la responsabilité du président du Tribunal et du chargé de missions, de la désignation et du paiement des experts.

### Bureau des commissaires enquêteurs
Le code de l'environnement prévoit que les enquêtes publiques soient réalisées par des commissaires enquêteurs désignés par le président du Tribunal administratif.
Le bureau des commissaires enquêteurs  s'occupe, sous la responsabilité du président du Tribunal et du chargé de missions, de leurs désignation et paiement.

### Service informatique
Le service informatique est composé de deux bureaux

#### Maintenance
Ce bureau s'occupe de la maintenance de l'ensemble des postes individuels et serveurs de tribunal, ainsi que des périphériques

#### Développements informatiques
Le bureau des développements informatiques s'occupe des nouvelles méthodes de travail.

### Service communication
Le service communication gère la communication institutionnelle, externe et interne

### Service documentation
Le service documentation est chargé du suivi des ouvrages de la bibliothèque et du centre de documentation et d'information.

### Pôle d'aide à la décision
Les agents du pôle d'aide à décision s'occupent, sous le contrôle et la responsabilité des magistrats qu'ils assistent, de la rédaction de note de synthèse, de projet d'ordonnances et de recherches documentaires.